# Opaneț, Plevna
Opaneț (în bulgară Опанец) este un sat în comuna Plevna, regiunea Plevna,  Bulgaria. 

## Demografie
Componența etnică a satului Opaneț
     Bulgari (60,65%)
     Nicio identificare (38,43%)
     Altele (0,9%)
La recensământul din 2011, populația satului Opaneț era de 1.759 locuitori. Din punct de vedere etnic, majoritatea locuitorilor (60,65%) erau bulgari. Pentru 38,43% din locuitori nu este cunoscută apartenența etnică.